# Шестимирово
Шестимирово — деревня в Гусь-Хрустальном районе Владимирской области России, входит в состав Демидовского сельского поселения.

## География
Деревня расположена в 10 км на северо-запад от центра поселения деревни Демидово (150 км по автодороге).

## История
В XIX — начале XX века деревня входила в состав Лекинской волости Егорьевского уезда Рязанской губернии, с 1926 года — в составе Палищенской волости Гусевского уезда Владимирской губернии. В 1859 году в селе числилось 6 дворов, в 1905 году — 28 дворов, в 1926 году — 39 дворов.
С 1929 года деревня входила в состав Тюрьвищенского сельсовета Гусь-Хрустального района, с 1935 года — в составе Курловского района, с 1935 года — в составе Овинцевского сельсовета, с 1963 года — в составе Гусь-Хрустального района, с 1973 года — в составе Демидовского сельсовета, с 2005 года — в составе Демидовского сельского поселения.

## Население
| 1859 | 1905 | 1926 | 2002 | 2010 | 2021 |
| ---- | ---- | ---- | ---- | ---- | ---- |
| 70   | ↗140 | ↗220 | ↘2   | ↘0   | ↗1   |